# Río Cross
El río Cross es un importante río costero del África occidental, que discurre por Camerún y Nigeria. Corre en su mayor parte por el sudoeste de Nigeria, donde atraviesa y da nombre al homónimo estado de Cross River, en la frontera con Camerún, estado que tiene una superficie de 20 156 km² y una población de 3 169 053 habitantes (2006) y cuya capital es Calabar.
Durante sus 489 kilómetros atraviesa la selva tropical cenagosa con numerosas calas y formando un delta interior de cerca de 20 kilómetros de ancho y 50 kilómetros de largo entre las ciudades de Oron, y Calabar, el río forma un delta junto a otros en su desembocadura en el golfo de Guinea, de 24 kilómetros de ancho, estando parte del mismo en territorio de Camerún.
Marca un límite entre dos ecorregiones tropicales, la de Selva de transición del Cross-Níger y la de los bosques costeros de Cross-Sanaga-Bioko.